# Karl Kautsky
Karl Johann Kautsky (Praga, 16 de octubre de 1854 - Ámsterdam, 17 de octubre de 1938) fue un filósofo, periodista y teórico político marxista checo-austriaco. Kautsky, destacado teórico del Partido Socialdemócrata de Alemania (SPD) y de la Segunda Internacional, defendía el marxismo ortodoxo, que enfatizaba el carácter científico, materialista y determinista de la obra de Karl Marx. Esta interpretación dominó el marxismo europeo durante dos décadas, desde la muerte de Friedrich Engels en 1895 hasta el estallido de la Primera Guerra Mundial en 1914.
Nacido en Praga, Kautsky estudió en la Universidad de Viena. En 1875 se unió al Partido Socialdemócrata de Austria y desde 1883 fundó y editó la influyente revista socialista Die Neue Zeit. De 1885 a 1890 vivió en Londres, donde trabajó con Engels. En Alemania, participó activamente en el SPD y escribió la sección teórica del Programa de Erfurt del partido (1891), que tuvo una gran influencia en otros partidos socialistas europeos. Dejó brevemente el SPD en 1917 para unirse al Partido Socialdemócrata Independiente de Alemania (USPD) debido a su oposición a la creciente colaboración del SPD con el esfuerzo bélico, pero se reincorporó en 1922. En la década de 1930, su influencia y participación en la política estaban disminuyendo y murió en Ámsterdam en 1938.
Kautsky se destaca, además de por sus polémicas antibolcheviques, por su edición y publicación del tomo IV de El capital de Marx (generalmente publicado como Teorías sobre la plusvalía). La interpretación de Kautsky del marxismo sostenía que la historia no podía "apresurarse" y que políticamente los trabajadores y los partidos obreros debían esperar a que se cumplieran las condiciones económicas materiales para una revolución socialista. Bajo su influencia, el SPD adoptó un enfoque gradualista, aprovechando la democracia parlamentaria burguesa para mejorar las vidas de los trabajadores hasta que el capitalismo fuera derribado por sus contradicciones internas. Sus posiciones llevaron a disputas con otros destacados marxistas, incluido Eduard Bernstein, que favorecía un enfoque reformista; Rosa Luxemburgo, que defendía la espontaneidad revolucionaria; y Lenin, quien según Kautsky había iniciado una revolución socialista prematura en Rusia en 1917 y había llevado a la Unión Soviética hacia una dictadura.

## Biografía

### Primeros años
Karl Kautsky nació en Praga, en el todavía poderoso Imperio austrohúngaro, dentro del seno de una familia de artistas de clase media; sus padres eran Johann Kautsky (un diseñador escénico checo) y Minna Jaich (una actriz y escritora austriaca de ascendencia checa). La familia se mudó a Viena cuando Kautsky tenía siete años. Estudió historia, filosofía y economía en la Universidad de Viena a partir de 1874 y se afilió al Partido Socialdemócrata de Austria (SPÖ) en 1875. Poco después publicó sus primeras contribuciones en las revistas socialistas alemanas Der Volksstaat y Vorwärts y en las revistas austriacas Gleichheit y Der Sozialist.
En 1880 se unió a un grupo de socialistas alemanes en Zúrich que contaban con el apoyo financiero de Karl Höchberg y que contrabandeaban material socialista a Alemania en la época de las Leyes antisocialistas (1878-1890).

### Carrera política

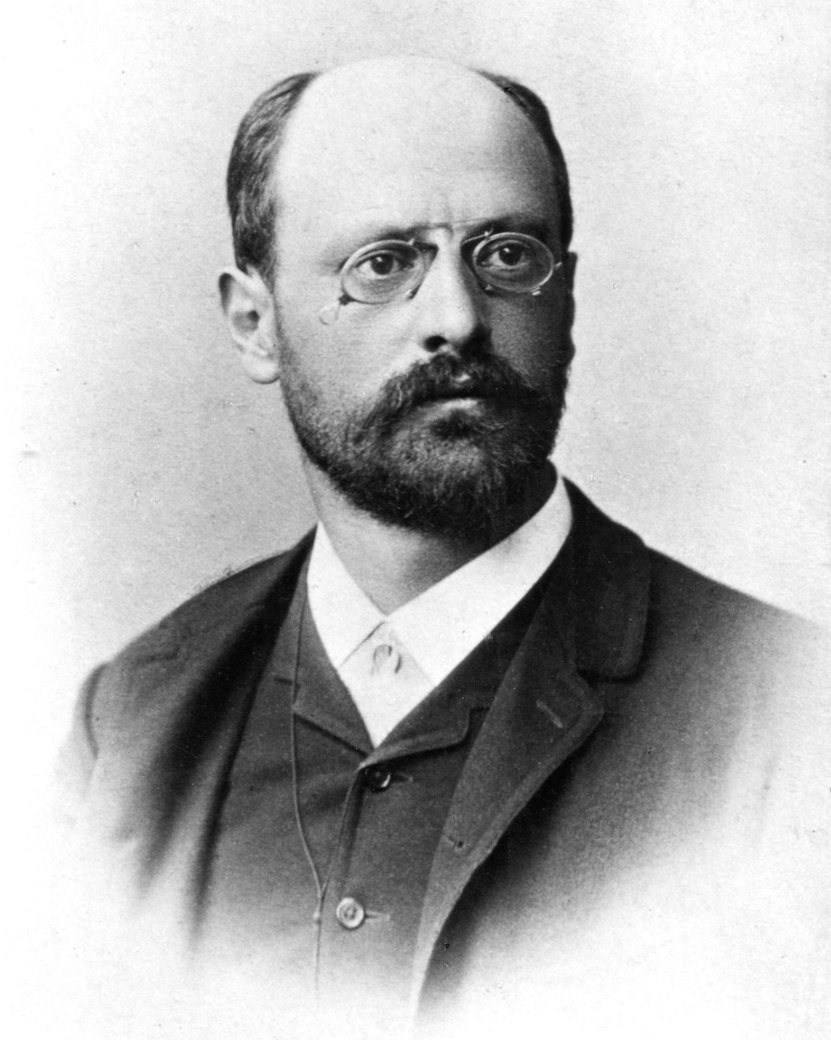
Retrato de un joven Kautsky.

En 1883, Kautsky fundó en Stuttgart la publicación mensual Die Neue Zeit ("Los nuevos tiempos"), que se convirtió en semanal en 1890. Editó la revista hasta septiembre de 1917: esto le proporcionó unos ingresos estables y le permitió propagar el marxismo. De 1885 a 1890 pasó un tiempo en Londres, donde se hizo amigo íntimo de Friedrich Engels. Su posición como destacado teórico marxista quedó asegurada en 1888, cuando Engels le encomendó la tarea de editar la obra de Marx en tres volúmenes Teorías sobre la plusvalía. En 1891 fue coautor del Programa de Erfurt del Partido Socialdemócrata de Alemania (SPD) junto con August Bebel y Eduard Bernstein.

Engels apreciaba a Kautsky como teórico marxista "un tipo excepcionalmente bueno", superior a Eduard Bernstein, "pero un pedante y quisquilloso nato en cuyas manos no se hacen simples las cuestiones complejas, sino que las simples se vuelven complejas”. Kautsky conoció en persona a Karl Marx en 1881, quien sospechaba de él. Marx llegó a escribir a su hija Jenny Longuet:
Es una mediocridad, de mentalidad estrecha, superdotado (sólo 26 años), muy engreído, en cierto modo trabajador, se ocupa mucho de las estadísticas pero no saca nada inteligente de ellas, pertenece por naturaleza a la tribu de los filisteos, pero por lo demás es un tipo decente a su manera. En la medida de lo posible, se lo entrego al amigo Engels.

### Años de guerra

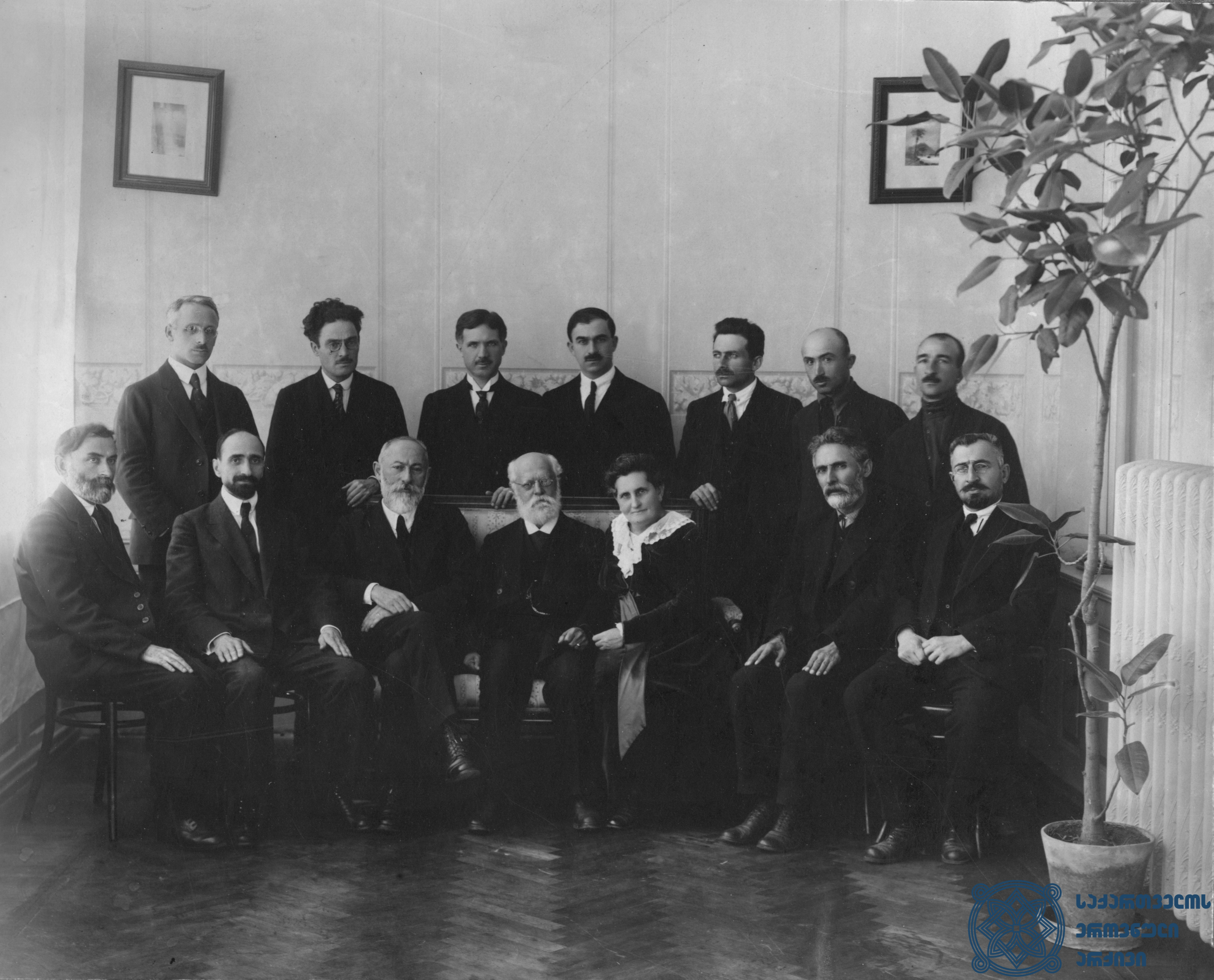
Kautsky con socialdemócratas georgianos en Tiflis, 1920. En primera fila: Seit Devdariani, Noe Ramishvili, Noe Zhordania, Kautsky, su esposa Luise Kautsky, Silibistro Jibladze, Razhden Arsenidze; en la segunda fila: el secretario de Kautsky Paul Olberg, Victor Tevzaia, K. Gvarjaladze, Konstantine Sabakhtarashvili, S. Tevzadze, Avtandil Urushadze, R. Tsintsabadze.

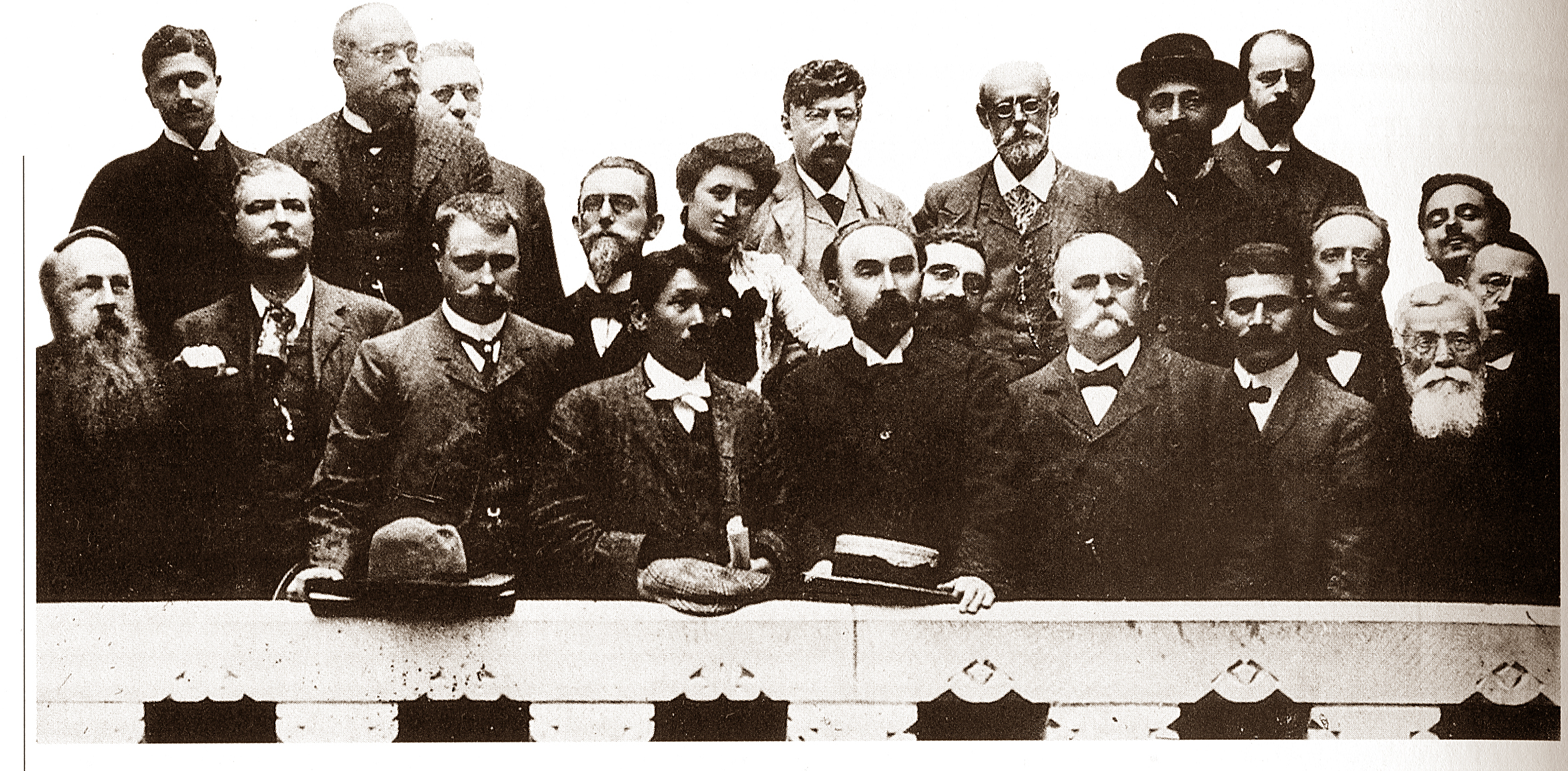
Líderes de la Segunda Internacional en el VIº Congreso; entre ellos Rosa Luxemburgo, Karl Kautsky y Gueorgui Plejánov. Ámsterdam, 1904.

En 1914, cuando los diputados socialdemócratas alemanes en el Reichstag votaron a favor de los créditos de guerra, Kautsky (que no era diputado pero asistía a sus reuniones) sugirió abstenerse. Kautsky afirmó que Alemania estaba librando una guerra defensiva contra la amenaza de la Rusia zarista. Sin embargo, en junio de 1915, unos diez meses después de que comenzara la guerra y cuando se hizo evidente que ésta iba a ser una lucha sostenida, terriblemente brutal y costosa, hizo un llamamiento junto con Eduard Bernstein y Hugo Haase contra los partidarios de la guerra. líderes del SPD y denunciaron los objetivos anexionistas del gobierno alemán. En 1917 dejó el SPD por el Partido Socialdemócrata Independiente de Alemania (USPD) con socialistas unidos que se oponían a la guerra.
Después de la Revolución de Noviembre en Alemania, Kautsky se desempeñó como subsecretario de Estado en el Ministerio de Relaciones Exteriores durante el breve gobierno revolucionario del SPD-USPD y trabajó en la búsqueda de documentos que refutaran la supuesta culpabilidad de la Alemania imperial en la guerra.

### Años de posguerra

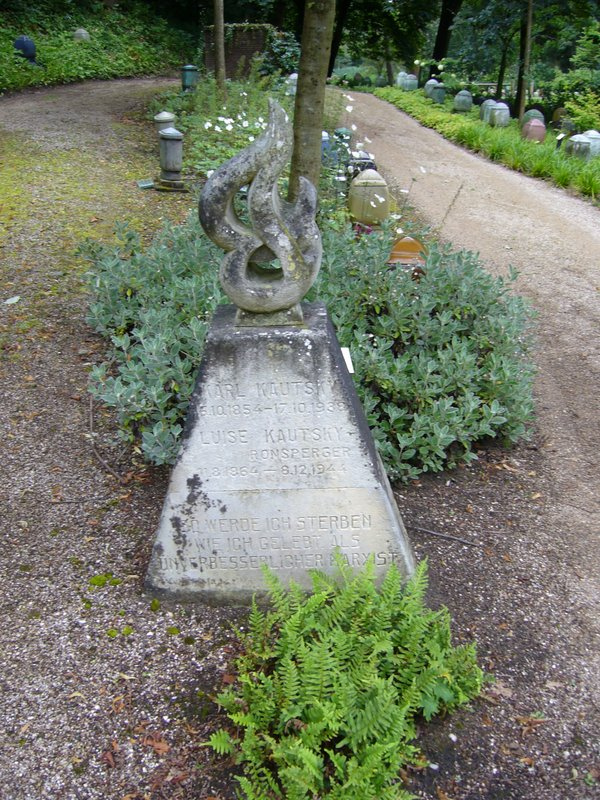
Tumba de Kautsky en el cementerio de Westerveld en Driehuis (Holanda Septentrional, Países Bajos). Su esposa Luise fue asesinada en Auschwitz y no tiene tumba.

En 1920, cuando el USPD se dividió, regresó con una minoría de ese partido al SPD. Visitó Georgia en 1920 y escribió un libro sobre la República Democrática de Georgia que en ese momento todavía era independiente de la Rusia bolchevique. Cuando se publicó en 1921, Georgia había sido profundamente influenciada por la Guerra civil rusa, el Ejército Rojo había invadido Georgia y los bolcheviques habían impuesto la República Socialista Soviética de Georgia. En ese momento, Kautsky consideraba que la Unión Soviética se había convertido en un estado imperialista, debido a la destructividad de la invasión de Georgia y al mínimo papel político que tenía el proletariado real en la Rusia soviética.
Kautsky ayudó en la creación del programa del partido adoptado en Görlitz (1921) y Heidelberg (1925) por el Partido Socialdemócrata Alemán. En 1924, a la edad de 70 años, regresó con su familia a Viena, donde permaneció hasta 1938. En el momento del Anschluss de Hitler, huyó a Checoslovaquia y de allí en avión a Ámsterdam.

### Muerte
Karl Kautsky murió en su exilio de Ámsterdam el 17 de octubre de 1938 a los 84 años de edad, un día después de su cumpleaños. Su hijo, Benedikt Kautsky, pasó siete años en campos de concentración; su esposa, Luise Kautsky, fue asesinada en Auschwitz.
Friedrich Adler, hijo de Víctor Adler, escribió: "Como teórico y político, siempre será objeto de crítica, pero su carácter permanece abierto, toda su vida permaneció fiel a la más alta majestad, su propia conciencia".

## Legado

### Kautsky como teórico

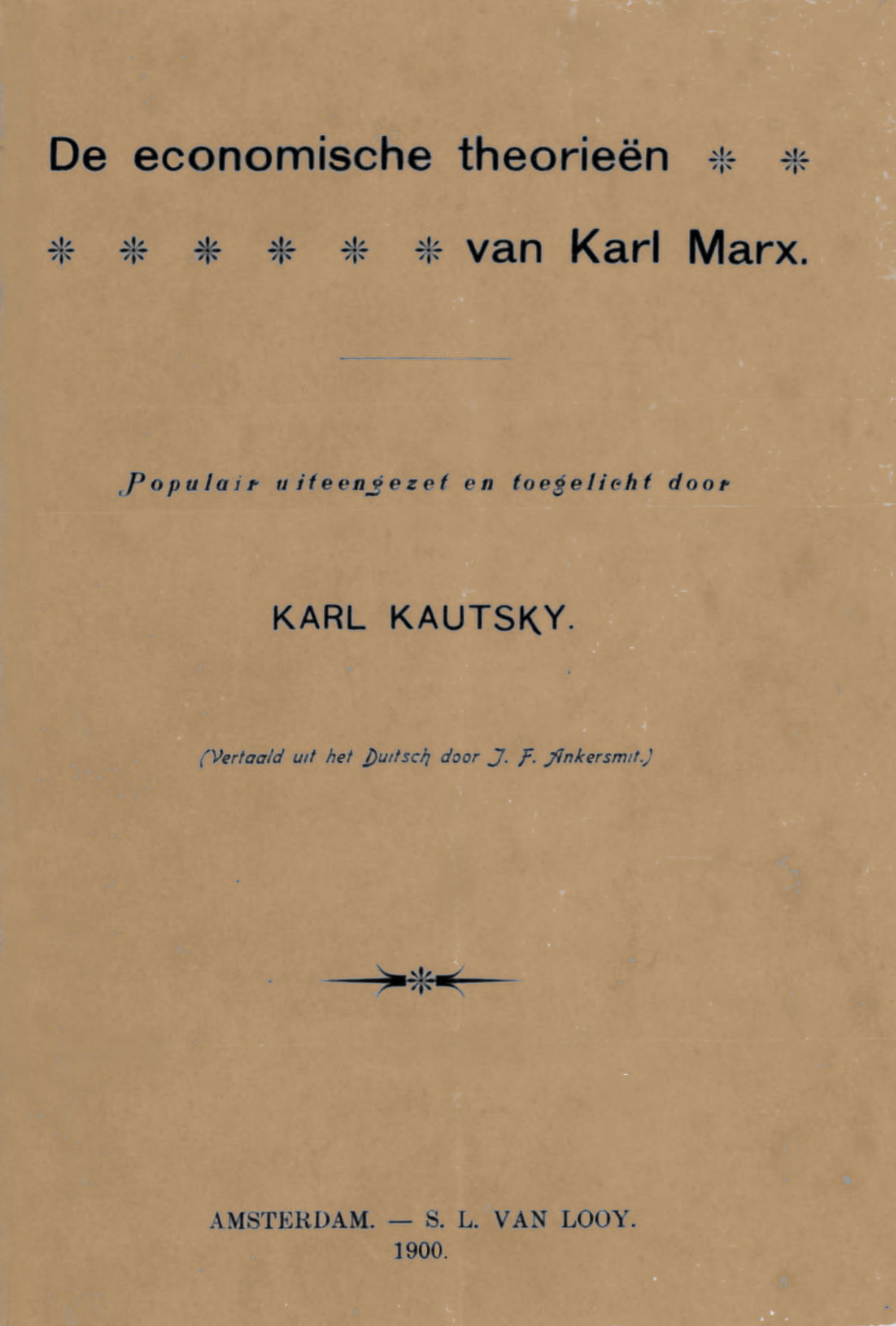
La doctrina económica de Karl Marx (1900).

La obra de Kautsky es amplia en volumen y diversidad, pero estuvo especialmente enfocada en preservar y divulgar la "ortodoxia" marxista. "El trabajo de mi vida se me hizo claro en 1883", escribió Kautsky; "Iba a ser designado para el propaganda y popularización, y, en la medida de mis posibilidades, la continuación de los resultados científicos del pensamiento de Marx y investigación".
Tras la muerte de Engels en 1895, Kautsky se convirtió en uno de los teóricos del marxismo más importantes e influyentes, representando a la corriente principal del partido junto con August Bebel, y esbozando una teoría marxista del imperialismo. Los socialistas italianos llamaban cariñosamente a Karl Kautsky "el Papa del marxismo".
Cuando Eduard Bernstein atacó en Las premisas del socialismo y las tareas de la socialdemocracia la posición marxista ortodoxa de la necesidad de la revolución a finales de la década de 1890, Kautsky lo denunció en Bernstein y el programa socialdemócrata, argumentando que el énfasis de Bernstein en los fundamentos éticos del socialismo abría el camino a un llamado a una alianza con la burguesía "progresista".
A finales de 1904, Kautsky escribió La república y la socialdemocracia en Francia en donde reflexiona desde una "sobre la conveniencia o no de que los socialistas participaran en un gobierno burgués, como en el caso de Alexandre Millerand en Francia" del cual Kautsky se opuso. Kautsky aclaró que los marxistas "apoyan firmemente la república, y en particular, creen que la república democrática es la única forma posible de dictadura del proletariado. Pero la Tercera República burguesa francesa no era muy democrática".
Kautsky era un ardiente pacifista y antimilitarista que no podía aceptar el empleo de levantamientos militares para realizar una sociedad socialista. Esto hizo que en 1914 votará contra la Primera Guerra Mundial y contra los créditos militares que solicitaba al Gobierno.
Kautsky concibió la conquista del poder del proletariado como consecuencia de la proletarización universal de la sociedad y de la centralización del capital. Para que el proletariado llegue al poder no es necesario el recurso a las armas y al levantamientos militares. Cuando el proletariado desea, la inmensa mayoría del país llegará al poder por el camino normal y democrático del sufragio. Mientras tanto, Kautsky era partidario del libre comercio, contrario a la estatalización y intervencionismo estatal mientras estuviese en el poder la clase burguesa, ya que le daría más poder todavía (véase Aceleracionismo). Respecto al debate sobre el cálculo económico en el socialismo Kautsky argumentó la necesidad de un sistema de precios en lugar de la cantidad de trabajo para el cálculo de costos y la subsistencia del dinero en una economía socialista.
Kautsky promovió la imagen futura del «hombre nuevo» mediante instrumentos sociales y eugenésicos.

### Kautsky como historiador
Más allá de su importancia política como representante del “centro marxista” en los conflictos políticos de la socialdemocracia, el logro duradero de Kautsky en su vida es su trabajo como historiador y teórico del marxismo. Kautsky, por ejemplo, se ocupó intensamente de la historia de las religiones y, con su obra El origen del cristianismo, proporcionó un examen histórico-materialista del cristianismo primitivo, que buscaba comprometerse con la teología protestante y la investigación histórica de Jesús de su tiempo. Kautsky vio el cristianismo primitivo como un movimiento de resurgimiento plebeyo-proletario, que, sin embargo, se convirtió en el apoyo de la élite gobernante en la Roma post-Constantina a través del papado. El desarrollo se completó con el celibato, que impedía la herencia y la privatización de la propiedad de la Iglesia; Kautsky lo interpretó como un instrumento de acumulación del capital. Kautsky también se ocupó intensamente de la Reforma protestante, especialmente de los movimientos religioso-comunistas y utópicos como Thomas Müntzer.

### Críticas a Kautsky

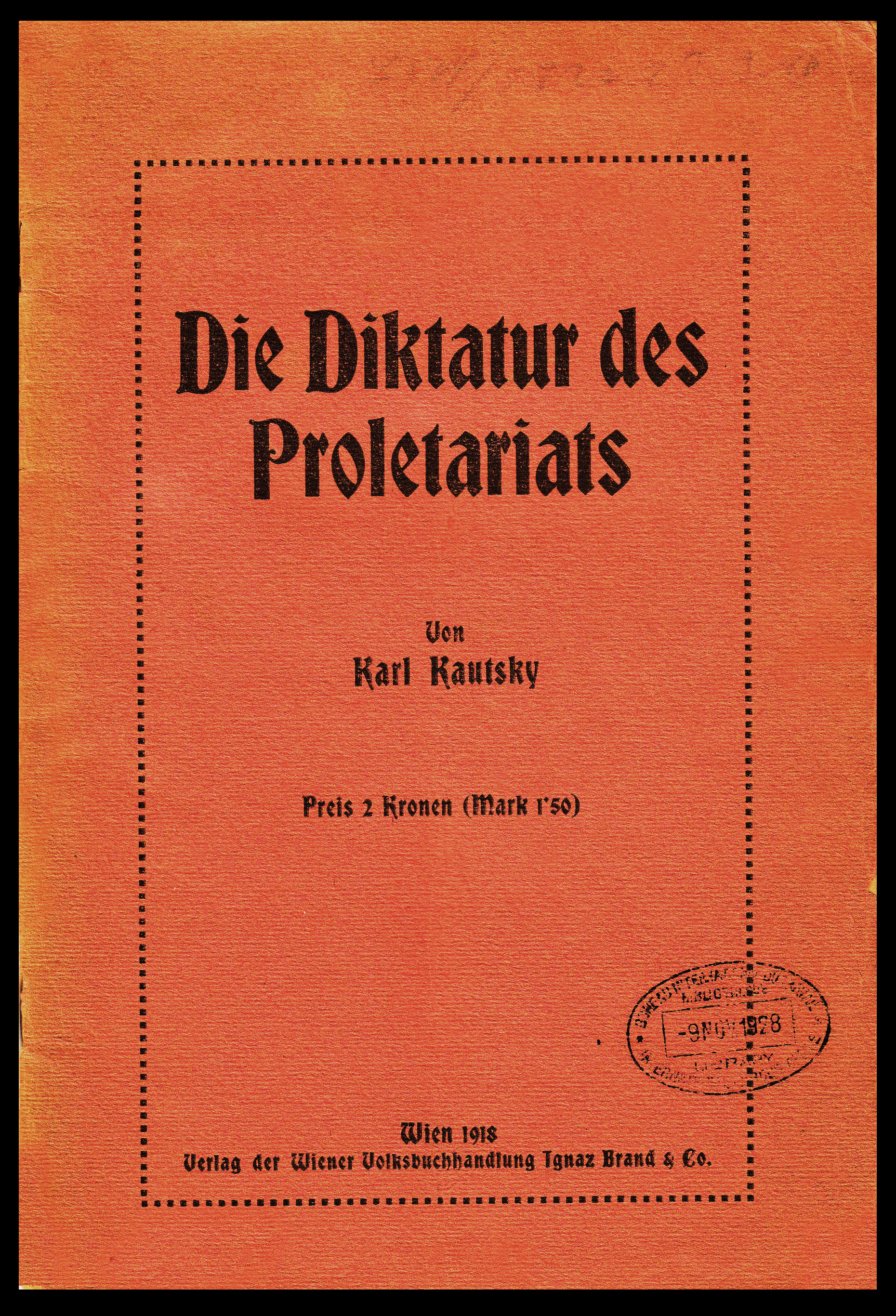
La dictadura del proletariado (1918)

Previamente Lenin consideró las enseñanzas de Kautsky "profundamente justas e importantes" en ¿Qué hacer? y valoraba su obra "cuando aún era un marxista" (es decir, hasta 1914). Su libro La cuestión agraria, que trataba el problema campesino de Rusia, Lenin la consideraba en El desarrollo del capitalismo en Rusia como “la más notable de las publicaciones económicas contemporáneas luego del tercer tomo de El Capital”. Por otro lado, tras la revolución rusa, Lenin atacó posteriormente a Kautsky llamándolo «oportunista» y «renegado», comparando sus posiciones a las del revisionista Bernstein.

Kautsky, marxista ortodoxo, condenó los métodos burocráticos del vanguardismo bolchevique "porque tenía fe en la ley marxista de las proletarización universal". En 1918, Kautsky publicó La dictadura del proletariado donde argumentar que la dictadura del proletariado era un concepto flexible que su forma ideal a los acontecimientos en Rusia y se podían lograr a través de vías parlamentarias. Lenin acusó en su folleto La revolución proletaria y el renegado Kautsky de convertir a Marx en un liberal común y de “seguir una política característicamente pequeñoburguesa y filistea” al respaldar a los mencheviques. Kautsky, a su vez, fustigó a Lenin en su obra de 1934 Marxismo y bolchevismo: democracia y dictadura:
Los bolcheviques, bajo el liderazgo de Lenin, sin embargo, lograron tomar el control de las fuerzas armadas en Petrogrado y más tarde en Moscú y sentaron así las bases para una nueva dictadura en lugar de la antigua dictadura zarista. 
En esa época era considerado despectivamente por León Trotski, entre otros, como el «legislador teórico del marxismo internacional».[cita requerida]
Durante décadas, Kautsky desarrolló y defendió las ideas de la revolución social. Ahora que se ha hecho realidad, Kautsky retrocede aterrorizado ante él. Está horrorizado ante el poder soviético ruso y adopta una actitud hostil hacia el poderoso movimiento del proletariado comunista alemán.
Una colección de extractos de los escritos de Kautsky, Socialdemocracia y comunismo, analiza el gobierno bolchevique en Rusia. Veía a los bolcheviques (o comunistas) como una organización conspirativa que había llegado al poder mediante un golpe de Estado e iniciado cambios revolucionarios para los cuales no había ninguna justificación económica en Rusia. En cambio, se desarrolló una sociedad dominada por la burocracia, cuyas miserias superaban los problemas del capitalismo occidental, argumentó. Él afirmó:
Los turistas extranjeros en Rusia se quedan mudos de asombro ante las gigantescas empresas creadas allí, como por ejemplo ante las pirámides. Pocas veces se les ocurre la idea de qué esclavitud, qué degradación de la autoestima humana estuvo relacionada con la construcción de aquellas gigantescas instituciones.... Extrajeron los medios para la creación de fuerzas productivas materiales destruyendo la fuerza productiva más esencial de todas: el hombre trabajador. En las terribles condiciones creadas por la Piatiletka, la gente pereció rápidamente. Las películas soviéticas, por supuesto, no mostraban esto. 
Después de la muerte de Lenin en 1924, fue contactado por Panski-Solski, el corresponsal en Berlín del periódico del gobierno soviético Izvestia, y lo invitó a contribuir con un artículo conmemorativo. Kautsky escribió:
Fue una figura colosal, de las pocas que se encuentran en la historia del mundo. Entre los gobernantes de los grandes Estados de nuestro tiempo, sólo hay uno que hasta cierto punto se le acerca en impacto, y ese es Bismarck [...] También hay que señalar que, a pesar de mis reservas sobre los métodos de Lenin, no desespero de la situación de la revolución rusa. Desde mi punto de vista, parece que Lenin pudo haber conducido la revolución proletaria a la victoria en Rusia, pero no pudo hacerla fructificar. En este sentido, la revolución rusa aún no ha terminado. No se lo llevarán a la tumba con Lenin.

### Vida personal y reconocimientos

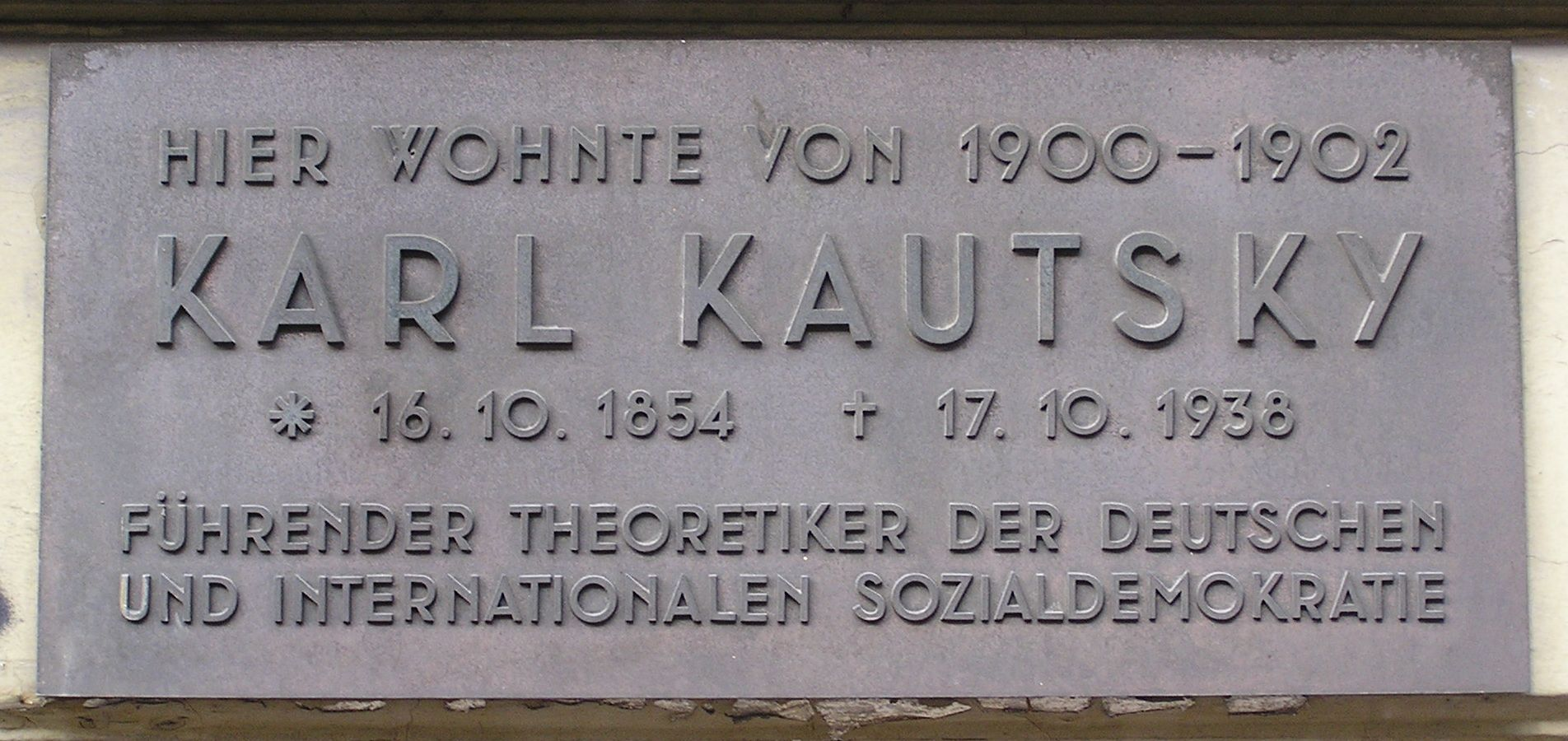
Placa conmemorativa en Saarstrasse 14 en Berlín.

El primer matrimonio de Kautsky fue de 1883 a 1889 con Louise (1860–1950), quien después de su divorcio se convirtió en secretaria de Friedrich Engels en Londres. Desde 1890 estuvo casado con Luise Kautsky (1864-1944). Vivió durante dos años en la Saarstraße 14 de Berlín, en lo que entonces todavía era una colonia de casas de campo independiente, Friedenau. Rosa Luxemburgo, que vivía en la cercana Cranachstraße 58 en Schöneberg, tenía una estrecha amistad con Luise Kautsky. Una placa conmemorativa indica el lugar donde vivió Kautsky en 14.
Karl y Luise Kautsky tuvieron tres hijos: el ginecólogo Karl Kautsky (1891-1938), Felix Kautsky (1892-1953) y el político del SPÖ Benedikt Kautsky (1894-1960). El químico Hans Kautsky y el pintor de teatro, escenógrafo y vestuario austriaco Robert Kautsky eran sus sobrinos.
Kautsky utilizó para sí mismo el sobrenombre de "Barón". Así firmó también su última carta a Friedrich Engels.
En enero de 2010, las Juventudes Socialistas de Alemania - Los Halcones abrieron su oficina federal en la antigua casa de Kautsky en Berlín bajo el nombre de “Casa Luise y Karl Kautsky”.
Kautsky fue nominado siete veces al Premio Nobel de la Paz.

## Obras
- 1892: El Programa de Erfurt (Julián Besteiro, Madrid, 1933)
- 1899: La cuestión agraria
- 1899: Bernstein y el programa socialdemócrata
- 1905: Las lecciones de la huelga de los mineros
- 1905: Polémica sobre la cuestión de la huelga general
- 1907: Las tres fuentes del marxismo: La obra histórica de Marx
- 1908: Orígenes y fundamentos del cristianismo
- 1910: El camino del poder
- 1916: Los Estados Unidos de Europa Central
- 1918: La dictadura del proletariado
- 1919: Terrorismo y comunismo
- 1934: Marxismo y bolchevismo: democracia y dictadura